# Маринья-Гранди
Маринья-Гранде (порт. Marinha Grande; [mɐ'ɾiɲɐ 'gɾɐ̃d(ɨ)]) — город в Португалии, центр одноимённого муниципалитета в составе округа Лейрия. Численность населения — 9,1 тысяч жителей (город), 34,2 тысяч жителей (муниципалитет). Город и муниципалитет входит в экономико-статистический регион Центр и субрегион Пиньял-Литорал. По старому административному делению входил в провинцию Бейра-Литорал.
Покровительницей города почитается Дева Мария (порт. Maria).

## Расположение
Город расположен в 11 км на запад от административного центра округа города Лейрия.
Муниципалитет граничит:
- на севере — муниципалитет Лейрия
- на востоке — муниципалитет Лейрия
- на юге — муниципалитет Алкобаса
- на западе — Атлантический океан

## Население
| 1920   | 1930   | 1960   | 1981   | 1991   | 2001   | 2004   |
| 10 995 | 11 888 | 20 483 | 31 284 | 32 234 | 34 153 | 38 030 |

## История
Город основан в 1836 году.

## Достопримечательности
Стеклянная фабрика.

## Экономика
Маринья-Гранде — один из наиболее промышленно развитых городов в Португалии с XVIII века. Он является столицей португальского стекольного производства. Кроме того, около 250 компаний занимаются изготовлением пластмассовых изделий, в основном молдингов и упаковок, что делает город крупным европейским центром по данному виду промышленности. Значительная часть продукции идет на экспорт.
Экономика города страдает от коммерческого и административного дефицита в связи с наличием поблизости города Лейрия, расположенного всего в 8 км от Маринья-Гранде. Эти два города образуют агломерацию с более чем 100 000 жителей. Маринья-Гранде окружают сосновые и эвкалиптовые леса, что служит основой для многих видов деятельности, связанных как с промышленным производством, так и с рекреационными услугами. Город также связан со всеми пляжами атлантического побережья между Назаре и Педрогао велосипедными дорожками. В самом городе велосипедных дорожек очень мало.
Уровень жизни в Маринья-Гранде выше, чем в среднем по Португалии, в основном из-за низкой стоимости жилья и наличия рекреационных ресурсов в виде лесов, пляжей, парков и спортивных сооружений.

## Районы
В муниципалитет входят следующие районы:
1. Маринья-Гранде
2. Мойта
3. Виейра-де-Лейрия